# Clan Toyotomi

Mon du clan Toyotomi : Go-shichi no kiri (五七の桐, Paulownia tomentosa).

Le clan Toyotomi (豊臣氏, Toyotomi-shi), au Japon, est originaire de la province d'Owari. Il fut fondé par un militaire de talent (plus tard connu sous le nom de Toyotomi Hideyoshi) d'origine sociale très modeste (son père était un simple ashigaru, un paysan-soldat), né en 1537. Le jeune Kinoshita Tokichiro s'engagea d'abord comme soldat au service d'un petit seigneur d'Owari, Matsushita Yukitsuna, un vassal du clan Imagawa, puis passa au service d'Oda Nobunaga, qui récompensa ses remarquables dispositions militaires (notamment après la défaite complète du puissant clan Imagawa) en favorisant son ascension sociale. Il prit ainsi le nom de Hashiba Hideyoshi en 1567, lorsqu'il devint l'un des principaux généraux d'Oda Nobunaga (après le siège victorieux du château d'Inabayama, largement dû à ses talents militaires et diplomatiques). Nobunaga l'éleva ensuite au rang de seigneur (daimyo) de plusieurs provinces. Après l'assassinat de Nobunaga, Hideyoshi élimina rapidement le général félon (Akechi Mitsuhide), et prit l'ascendant sur le clan Oda, puis se fit adopter par un noble de la cour impériale, Konoe Sakihisa, membre du  clan Fujiwara, nommer régent (kampaku) en 1585, et, en 1586, il obtint de l'empereur Go-Yōzei un nouveau nom comme fondateur de clan, et devint donc Toyotomi Hideyoshi à l'âge de 48 ans.
L'existence du clan fut de courte durée, puisque Tokugawa Ieyasu y mit un terme définitif en 1615 lors de la prise du château d'Osaka, où le fils d'Hideyoshi (Hideyori) et son épouse favorite (Yodo-dono) se suicidèrent, tandis que les soldats tuaient le seul petit-fils d'Hideyoshi.

## Membres notables
- Toyotomi Hideyoshi
- Toyotomi Hideyori
- Toyotomi Hidetsugu
- Toyotomi Hidenaga